# Center Point (Nuevo México)
Center Point es un lugar designado por el censo ubicado en el condado de San Juan en el estado estadounidense de Nuevo México. En el Censo de 2020 tenía una población de 2435 habitantes y una densidad poblacional de 98,06 habitantes por km². Fue incluido como CDP en el censo de 2020.

## Geografía
Center Point se encuentra ubicado en las coordenadas 36°53′36″N 107°56′17″O / 36.89333, -107.93806. Según la Oficina del Censo de los Estados Unidos,  tiene una superficie total de 24,83 km², de la cual 23,81 km² corresponden a tierra firme y 1,02 km² a agua.